# 三草山 (兵庫県)
三草山（みくさやま）は兵庫県加東市上三草にある標高423.9mの山。清水東条湖立杭県立自然公園内に位置し、源平の戦いである「三草山の戦い」で知られる。ふるさと兵庫100山のひとつに選ばれている。 

## 概要

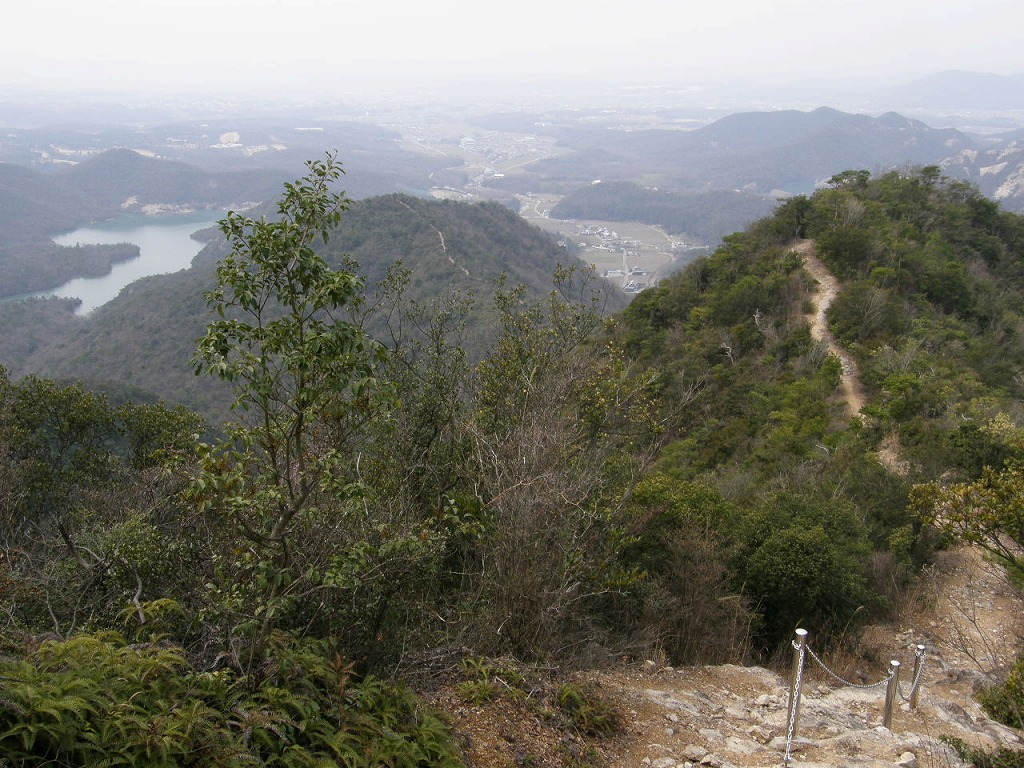
山口からの三草山登山道と昭和池

標高423.9m。播磨小富士とも呼ばれる。1184年、源義経が平資盛を夜半に襲撃した三草山合戦の戦場となった山。
三草（山口）、畑、鹿野を起点とする3ヶ所の登山道が整備されるが、山頂までは全5ルートあり、最短で登れる畑コースで約45分要。山頂には京都北野天満宮から勧請した三草山神社が鎮座する。山頂からは、淡路島、明石海峡大橋、西光寺山、多紀連山などが遠望できるほか、1980年の社町誕生25周年に設置された約1mの銅製の方位盤が設置され、全方位の地理が確認できる。2019年に入り、この方位盤がずれていると指摘する声があり、市職員ら2人が同年10月に調査をしたところ、2015年に盗難騒ぎがあり山中で発見されたが、復旧工事の際のミスでずれた可能性や寒暖差、風雨の影響で銅板が伸縮した可能性などが指摘された。

## 交通アクセス

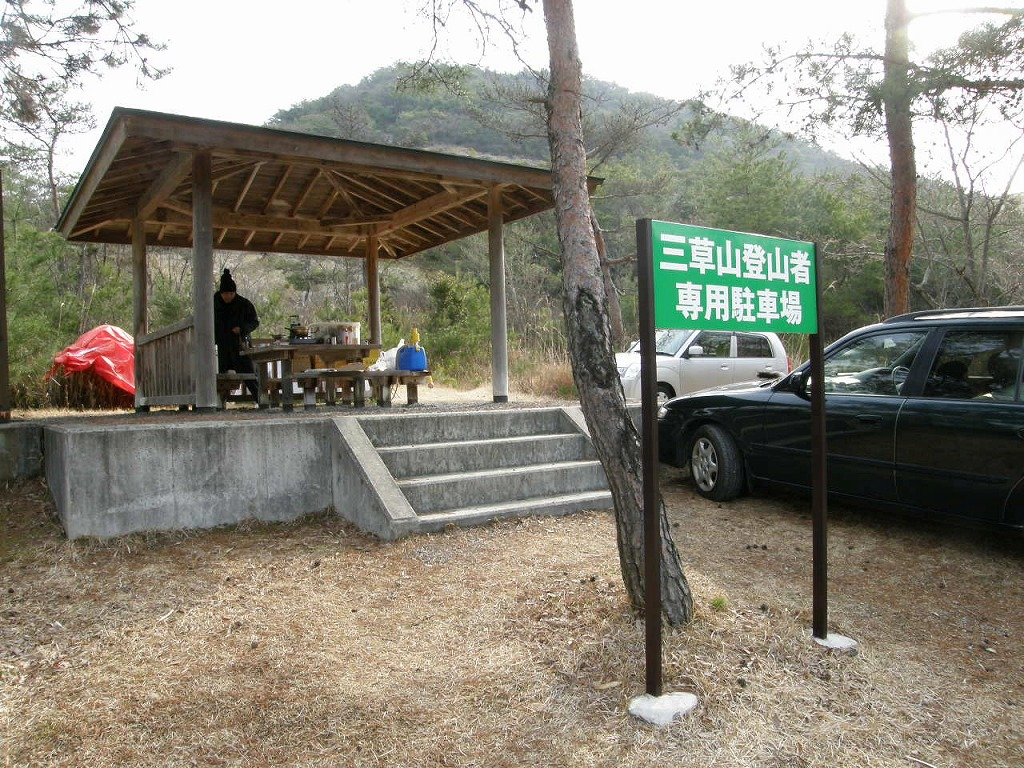
山口登山口（昭和池堤防下）

### 自動車
- 山口登山口（昭和池堤防下）

中国自動車道「滝野社インターチェンジ」より10分
- 鹿野登山口

中国自動車道「滝野社インターチェンジ」より15分
- 畑登山口

中国自動車道「ひょうご東条インターチェンジ」より15分